# Tim Ahearne
Timothy Joseph "Tim" Ahearne, född 18 augusti 1885 i Athea i Limerick, död december 1968, var en irländsk friidrottare som tävlade för Förenade kungariket Storbritannien och Irland.
Ahearne blev olympisk mästare på tresteg vid sommarspelen 1908 i London.